# 保罗·孔切斯基
保罗·马丁·孔切斯基（英語：Paul Martyn Konchesky，1981年5月15日—），英格兰職業足球員，擔任左后卫，现效力于英甲球會吉林汉姆。他是一名多功能的球員，也能胜任中后卫以及中场，並曾客串演出电影《一球成名》。

## 生平

### 球會
早年
保罗·孔切斯基曾就读于伦敦巴金-达格纳姆区的易斯特布鲁克综合学校，后在西汉姆联队的青训营中训练。
查尔顿竞技
孔切斯基作为一个新人於1997年8月加入了查尔顿。他在同年8月对阵牛津联的比赛中出场，他以16岁又93天成为为查尔顿出场的最年轻的一线球员（直到2008年才被琼乔·谢尔威打破）。但到2000-2001赛季，他作为一线队员一共只出场了27次。在2003年6月，孔切斯基因球队左后卫人员过剩而向球队请求转会，并得到了同意。在2003年9月，孔切斯基以一份一个月的租借合同加入了托特纳姆热刺，这份合同后来被延长至2004年1月。尽管孔切斯基想要永久转会至托特纳姆热刺，但在2003年12月，因球队大量伤病，孔切斯基被召回了查尔顿，他也从转会名单中被剔除。在2005年7月孔切斯基与西汉姆联队签订了一份新合约。
孔切斯基在查尔顿效力期间，一共为查尔顿出场169次，打入6球；他也为热刺出场了15次。
西汉姆联
孔切斯基以150万英鎊的身价加盟西汉姆联。他在05-06赛季的联赛和杯赛中为球队出场45次。在该赛季的比赛中，西汉姆联获得了英超第9，并且在英格蘭足總盃中进入了决赛。在那场比赛中孔切斯基的传中直接打入了利物浦的球网。但在点球大战中，西汉姆联输掉了比赛。在06-07赛季，他在俱乐部失去了主力位置并且只出场25次。
他于2007年7月离开俱乐部。他在西汉姆联效力期间，总共出场70次，打入2球。他在离开西汉姆联后，批评西汉姆联主教練柯比什利，认为他使本队球员不愉快。
富勒姆
2007年7月孔切斯基与富勒姆足球俱乐部签署了一份为期4年，花费325万英鎊的合同。孔切斯基在本赛季第一场对阵升班马赫尔城的比赛中，因自己的一个失误，造成了球队失球，最终富勒姆以1比2输掉了比赛。孔切斯基也因自己糟糕的表现缺席了下一轮对阵阿森纳的比赛。
利物浦
高捷斯基於2010年8月31日加盟利物浦，孔切斯基加盟利物浦後表现不太出色，亦与球迷的关系相当糟糕。在2011年1月31日，利物浦通过官方网站宣布，孔切斯基被正式租借给英冠球队诺丁汉森林。
李斯特城
2011年7月13日高捷斯基轉投由前英格蘭領隊艾歷臣執教的英冠球會莱斯特城，簽約三年，轉會費沒有透露。
2014年1月25日，高捷斯基與莱斯特城達成協議延長合約至2014/15球季。

### 国家队
孔切斯基在英格兰U-21青年队中出场15次并两次为英格兰国家队出场。他第一次代表英格兰出战是在2003年2月对阵澳大利亚国家队的友谊赛中半场结束时替补上场。第二次出场是在2005年11月对阵阿根廷国家队的友谊赛，同样以替补的方式出场。